# هولمز آزبرن
هولمز اسبرن (انگلیسی: Holmes Osborne؛ زادهٔ ۷ اوت ۱۹۴۷) یک هنرپیشه اهل ایالات متحده آمریکا است.

## فیلم‌شناسی
از فیلم‌ها یا برنامه‌های تلویزیونی که وی در آن نقش داشته است می‌توان به دانی دارکو، رنج، جعبه ،غیرقابل فکر، بیدارشدن در رنو، آن را روشن کنید اشاره کرد.